# 色川武大
色川 武大（いろかわ たけひろ、1929年〈昭和4年〉3月28日 - 1989年〈平成元年〉4月10日）は、日本の小説家、エッセイスト、雀士。筆名として阿佐田 哲也（あさだ てつや）ほか、井上 志摩夫（いのうえ しまお）、色川 武大（いろかわ ぶだい）、雀風子、御仲 十（みなか はりつけ）などを名乗った。阿佐田哲也名義では麻雀小説作家として知られる。

## 略歴
東京府東京市牛込区（現・東京都新宿区）矢来町生まれ。祖父の色川圀士は島津家庭尋常高等小学校校長を務めた文部官僚。分家筋に衆院議員の色川三郎兵衛がいる。
父親の色川武夫は色川三中の弟・色川御蔭の長男・誠一の子で、40代の若さで退役した海軍大佐であった。武大は父が44歳のときに初めて生まれた長男であった。父は何も仕事をせず、常に自宅におり、家族は軍人恩給で生活していた。また、父は子どもをしかる時は鞭をつかい、98歳の長命を保った。この父親との関係は、色川文学の大きなテーマの一つとなっている。色川が小学校入学の年に弟が生まれる。
学校生活になじめず、小学生時代から学校をサボって浅草興行街に出入りし、映画や寄席、喜劇などに熱中する。あまりに学校をサボるので塾に通わされたが、そこもサボって寄席に通っていた。
アメリカ映画のスタッフの名前を覚えて各人の社歴を注視したり、実在の相撲の力士や野球選手の名前を書いたカードを作り、サイコロを振って勝敗をつける独自のゲームを考案して一人遊びに熱中したりした。相撲ゲームには20代半ばまで熱中し、以後は実在の競輪選手4000人のカードを作り、それを使ったゲームにも熱中したりした。
1941年旧制東京市立第三中学校（現・東京都立文京高等学校）に進学。1943年からは勤労動員で工場で働くが、ガリ版同人誌を密かに発行していたことが露見し、無期停学処分を受ける。
1945年に終戦を迎えるが、無期停学処分のままだったために進級も転校もできず、結果的に中学を中退。父親の恩給が止まったため、生活のため以後5年ほどかつぎ屋、闇屋、街頭の立ち売り、博徒などの職を転々とし、アウトローの生活へ身を投じる。
後に執筆した『麻雀放浪記』の主人公「坊や哲」や「女衒の達」さながらのバクチ修行をし、サイコロ博打や麻雀の腕を磨く。稼いだ時は上宿へ泊まり、文無しになった際は野宿をした。このギャンブル没頭時代に、後に彼の人生自身の哲学となる「ツキの流れを読んでそれに従う」「欲張りすぎず、（相撲でいえば）九勝六敗を狙う」などの考えを身につける。
やがて1950年（昭和25年）頃から各種業界紙を転々と渡り歩くようになる。1953年（昭和28年）には桃園書房に入社。事実上アウトローの世界より引退。『小説倶楽部』誌の編集者として藤原審爾や山田風太郎のサロンに出入りをする。特に、藤原には「人生の師匠」とまで傾倒していた。
この頃の色川は（本人は「顔も声も悪い」と言ってはいたが）痩身の美男子であった。また山田によると「円形恐怖症」で、リンゴ、卵、ボールなどを怖がり、のちの『怪しい来客簿』では「山が怖い」と書かれている。
この頃から、山田宅や藤原宅で麻雀が催されると自分の番が来るまでに寝てしまい、その度に起こされていたという。なお、麻雀の玄人であったことがばれないよう、トップにはならず「いつも、少しだけ浮く」という麻雀を打っていた。吉行淳之介はその打ち方を見て不審に感じ、のち阿佐田哲也名義で『麻雀放浪記』が刊行された際、「この作者はおそらく色川武大だ」と直感したという。
藤原の主宰する小説勉強会で知り合った当時北海道新聞の記者をしていた夏堀正元が色川を「傑作を書ける男だ」と『中央公論』の笹原金次郎に紹介した。この頃、夏堀正元の紹介で新日本文学会にも入会。当時の色川は「あまり本を読まない文学青年」で、夏堀が薦めたドストエフスキー等には反応せず『旧約・新約聖書』に熱中していた。
1955年（昭和30年）に桃園書房をクビになり、以降、生活のために「井上志摩夫」名義での娯楽小説を書く。この頃から新宿ゴールデン街の名物バー『まえだ』に通うようになる。
1961年（昭和36年）に、父親のことを書き本名で応募した『黒い布』が伊藤整や武田泰淳や三島由紀夫の激賞を受け、第6回中央公論新人賞を受賞。なお、この受賞パーティが野坂昭如の「文壇パーティ・デビュー」の会でもあり、後の野坂の小説『文壇』でその様子が描写されている。
しかし、その後はスランプに陥り、以降しばらく同人誌での活動を行う。また「生活費は競輪などのギャンブルで稼いでいる」と知人には語っていた。
夏堀正元、井出孫六、黒井千次らと同人誌『層』発刊。また近藤信行、平岡篤頼、古井由吉等の同人誌『白猫』にも参加。有馬頼義主宰の若手作家の文学サロン「石の会」では高井有一、高橋昌男、五木寛之、佃實夫、萩原葉子、室生朝子、中山あい子、後藤明生、森内俊雄、渡辺淳一、梅谷馨一、立松和平らを知る。
1966年（昭和41年）に『週刊大衆』に「雀風子」の筆名で『マージャン講座』というコラムを執筆したところ人気を博し、この連載はタイトルを変更しながらも2年間続く。この頃から原因不明の睡眠発作・脱力症状・幻視・幻聴・幻覚（後述）に悩まされるようになり、治療費が必要になる場合に備えて、さらに別の名前で執筆することを決めた。
1968年（昭和43年）に『週刊大衆』に「阿佐田哲也」名義で発表した『天和の職人』などで「麻雀の配牌が作中に記載されている麻雀小説」を発明する。
1969年（昭和44年）に、やはり『週刊大衆』に連載を開始した自伝的小説『麻雀放浪記』シリーズで若い読者の圧倒的人気を得て脚光を浴び、世は麻雀ブームとなる。以後、麻雀小説を多数執筆し、その影響で「麻雀専門誌」や「麻雀専門劇画誌」などが生まれ、その多くに阿佐田は執筆した。
1970年（昭和45年）から『週刊ポスト』において作家や芸能人、スポーツ選手などが参加する「麻雀勝抜き戦」の「観戦記」を執筆し始める（1976年まで）。自らも選手として参加し、麻雀を通して交友範囲を大きく広げる。麻雀を通しての交友であったので、井上陽水などとは非常に親しい仲になったにもかかわらず、陽水の歌声をかなり後まで知らなかった。また、この年から従妹（母親同士が姉妹）の黒須孝子と暮らしはじめる。なお、孝子は「この人は病気で数年で死ぬだろう。その間、看病してこの怪物のような人と暮らしてみたい」という気持ちだったという。
また、若手の麻雀強豪（小島武夫、古川凱章ら）を集めて麻雀エンターテインメントグループ「麻雀新撰組」を結成し、局長に就任。麻雀メディアに大きな影響を及ぼす。この経緯はのちに『小説・阿佐田哲也』に書かれている。
1973年（昭和48年）には孝子と結婚。彼女は直木賞受賞作『離婚』のモデルとなる。なお、孝子は若い頃東宝から映画女優としてのスカウトがくるほどの美人であった。
1974年（昭和49年）、前述の症状が難病のナルコレプシーと判明し、これに生涯悩まされる事になる。この年、色川名義で『話の特集』誌に「怪しい来客簿」の連載を開始する。
1976年（昭和51年）、胆石の悪化で一時危篤に陥った。家族は葬式の手配までし、『近代麻雀』誌は追悼号の印刷までした。だが、医者も驚く奇跡的な恢復ぶりを示す。退院後、すぐその晩から清水一行、畑正憲らと丸二日間麻雀をした。
1977年（昭和52年）に『怪しい来客簿』が本名で刊行され、泉鏡花賞を受賞する。『黒い布』以来「色川武大」としては16年ぶりであった。
1978年（昭和53年）には『離婚』で第79回直木賞を受賞する。この作品は事実とフィクションが入り混じった内容で、孝子夫人は「小説のとおりの人物」と人から思われ、人間不信になり自殺まで考えたという
。以降は、本名と阿佐田哲也名義で執筆を続け、精通している博打、映画、芸能、ジャズや幅広い交友関係などを元にした著書を多数出版し続けた。
1989年（平成元年）4月3日、前の月に引越したばかりの岩手県一関市にて心筋梗塞で倒れ入院。適切な手当の結果、一命を取りとめたと思われたが、1週間後の4月10日、入院先の宮城県栗原郡瀬峰町の宮城県立瀬峰病院（後の宮城県立循環器・呼吸器病センター）にて心臓破裂で死去、60歳没。一関に移り住んでわずか10日後の事であった。戒名は行雲院大徳哲章居士。

## 作家活動
色川武大名義では主に純文学を、阿佐田哲也名義では『麻雀放浪記』をはじめとするギャンブル小説（無頼漢たちを主役に据えたピカレスク小説）を多数発表しているほか、井上志摩夫名義では時代小説などを発表している。
「阿佐田哲也」のペンネームについては、麻雀で徹夜を繰り返し『朝だ!徹夜だ!』といったことに由来している。「”ハスラー”って映画があったでしょう。あれはギャンブルを描いた映画ではなかなかよく出来ていた。それでハスラーって言葉を日本語にするとどうなるかなあと考えたら、朝だ徹夜って言葉が出てきたんだよ」という発言もある。
「武大」の本名は父親が中国の小説『金瓶梅』の登場人物より名付けたものと、本人は言っていた。

## ギャンブル
麻雀の分野においては、麻雀をカルチャーとして広めたという意味で戦後最大の功績者である。「雀聖」とも呼ばれ、神格化されるビッグネームである。
また、麻雀技術書において麻雀に戦術があることを書き、五味康祐とともに「単なるギャンブル」とみなされていた麻雀を「知的なゲーム」として認識させた。
また、小説の中に登場人物の配牌図を入れる「麻雀小説」の発明者である。他の作家たちに影響を与え、彼らは「麻雀小説」、「麻雀劇画」を生んだ。なお、牌の状況を書く際は、麻雀牌の印が刻まれた特注のハンコを用意し、それを原稿用紙に捺していたという。
1965年〜75年に『麻雀放浪記』がヒットすると、1970年から『週刊ポスト』誌で有名人による麻雀勝抜戦（阿佐田が観戦記担当）が開催。1972年には竹書房から日本初の麻雀専門雑誌『月刊近代麻雀』が誕生。他の出版社からも専門誌が次々に刊行された。阿佐田はこれらの雑誌類にも精力的に執筆・参加した。
1970年には小島武夫、古川凱章らと「麻雀新撰組」を結成。テレビ番組『11PM』（大橋巨泉：司会）の麻雀コーナーに出演して麻雀を打つなど、積極的なメディア展開を図り「第二次麻雀ブーム」を起こすことに大きく貢献した。
なお、『麻雀放浪記』はあくまで小説であるが、これが「私が」などという一人称で書かれたものであったため、小説の主人公であり、また小説の主人公でしかない「坊や哲」と、書き手の「阿佐田哲也」を同一視し、色川のことを名うてのアウトロー・雀鬼と錯覚する青少年が続出し(色川曰く、そういう手で売りにかかろうと、当初よりある程度は計算の内であったのであるが)、内心おろおろしていたという。ただしこれは自身をモデルとした小説、『小説 阿佐田哲也』で述べられたものであり、これ自体もあくまで小説である。
中でも『麻雀放浪記』は没後にすら、数えきれないほどのメディア展開（小説・実写化・漫画等のリバイバル）がされている。漫画に関しては大抵先述の竹書房関係の漫画家が描くことが多いが、週刊少年マガジンにて1997年から2004年まで連載されていた麻雀マンガ、『哲也-雀聖と呼ばれた男』（原作：さいふうめい、漫画：星野泰視）などの例もあり、本作の主人公「坊や哲」のモデルにもなっている。
また、「競馬、競艇などのギャンブルの中で人が最後にたどりつく『ギャンブルの王様』は競輪である」と言うほど競輪を愛していた。これにちなみ、立川競輪場では2004年まで「阿佐田哲也杯」が開催されていた。なお、麻雀でも過去に「阿佐田哲也杯」が開催されていた。
友人である作家山口瞳の競馬随筆などにも何度か登場しており、山口が雑誌で連載していた随筆連載では旅打ちのゲストとして登場している。この山口の随筆には、色川の持病のナルコレプシーについての描写も見られる。
ラスベガスへも何度も通った。好きだったバカラは清水一行から教わったという。
その他、若い頃はギャンブル仲間と年頭に「この1年に誰が死ぬか」という賭けもしていた。
なお、作家として高名になった後も「その筋の人々」との「手本引き」などのギャンブルをしており、その際は数百万単位の金銭を持参して賭場にのぞんだ。
ギャンブルを通じて将棋棋士たちとのつながりができたこともあり、将棋の観戦記も執筆している。死去直前の1989年には「将棋ペンクラブ大賞」の選考委員を1回のみつとめた。
色川がギャンブルから学んだ人生観を相撲の勝敗に例え、「9勝6敗を狙え。8勝7敗では寂しい。10勝を狙うと無理がでる」と述べたことがある。また、「幸運が続きすぎると危ない」という考えからギャンブルに大負けすると「ここで不運を消化しておけば安心だ」とよく語っていたという。作家の向田邦子が1981年に飛行機事故で亡くなった際は友人に「あの人は幸運が続きすぎたせいだ」と語った。

## 墓所・霊廟
墓所は東京都台東区谷中七丁目の谷中霊園である。
また、京都府京都市伏見区の稲荷山に所在する大日本大道教内において、「阿佐田哲也大神」として祀られている。1996年8月8日に新日本麻雀連盟の南本喜三理事長が建立した。命日に近い、4月の第1日曜に新日本麻雀連盟によって毎年例祭が執り行われている。

## 受賞歴
全て本名の色川武大名義による受賞。
- 1961年 - 「黒い布」で中央公論新人賞を受賞。
- 1977年 - 「怪しい来客簿」で第5回泉鏡花文学賞を受賞。
- 1978年 - 「離婚」で第79回直木賞を受賞。
- 1982年 - 「百」で川端康成文学賞を受賞。
- 1989年 - 「狂人日記」で読売文学賞小説賞を受賞。

## 交際があった人物たち
『阿佐田哲也の怪しい交遊録』より
- はじめに合掌
  - 有馬頼義、五味康祐、藤原審爾、川上宗薫、芹沢博文（将棋棋士）、浦山桐郎、小泉喜美子
- 最敬礼の人たち
  - 山田風太郎、武田百合子、吉行淳之介、深沢七郎
- なつかしき雀友
  - 畑正憲、福地泡介、秋野卓美（画家）

、長門裕之、長谷川きよし、園山俊二
- 座談閑談芸談の友
  - 小沢昭一、永六輔、江國滋、和田誠、山藤章二、篠山紀信、長友啓典、黒田征太郎、四谷シモン、内田裕也、矢崎泰久、米長邦雄（将棋棋士）、タモリ、ビートたけし、殿山泰司、名古屋章、山下洋輔、マーサ三宅、沢村美司子（歌手）
- エンタテイナーたち
  - 立川談志、三遊亭圓楽、水森亜土、笈田敏夫、大山のぶ代、内藤陳、パン猪狩、木下華声
- 舞台をとおして
  - 杉浦直樹、岸田今日子、十朱幸代、加賀まりこ
- 遊びファミリー
  - 黒鉄ヒロシ、井上陽水、森雞二（将棋棋士）、伊集院静
- みんな最高
  - 秋野不矩、美輪明宏、中山千夏、花柳幻舟、二所ノ関正裕（元・金剛）、高橋三千綱、佐藤愛子、田中小実昌

『色川武大・阿佐田哲也の特集 99人の友人たちによる別れのメッセージ』（別冊・話の特集）の登場者より
- 表紙：和田誠
- 写真：篠山紀信
- 追悼エッセイ
  - 丸谷才一、長門裕之、樋口修吉、五木寛之、山口瞳、江國滋、中山あい子、石堂淑朗、中山千夏、井上陽水、山下洋輔、森サカエ（ジャズ・シンガー）、光井章夫（ジャズ・トランペット奏者、シンガー）、マーサ三宅（ジャズ・シンガー）、永六輔、根津甚八、黒柳徹子、東関大五郎、山田風太郎、高橋三千綱、はかま満緒、谷恒生、小田島雄志、柳橋史（「週刊大衆」元編集長）、吉行淳之介、筒井康隆、結城昌治、矢野誠一、黒鉄ヒロシ
- 対談 阿佐田哲也・嵐山光三郎
- 追悼エッセイ
  - 野坂昭如、吉行和子、高橋治、山際素男、滝大作、ばばこういち、小川俊彦(ジャズ・ピアニスト）、木の実ナナ、笈田敏夫（ジャズ・ボーカリスト）、福地泡介、畑正憲、清水一行、渡辺美佐子、中村誠一、安岡章太郎、高井有一、灘本唯人、矢吹申彦、水森亜土、尾辻克彦、中野英治（戦前からの俳優）、三笑亭夢楽、原田イサム（ジャズ・ドラマー）、篠原勝之、大沢アン（元秘書）、嵐山光三郎、村松友視、田中小実昌、阿刀田高、山口はるみ（イラストレーター、『怪しい来客簿』のイラスト担当）、大西信行、岸田今日子、立松和平、川村二郎、宮崎三枝子(名物バー「ホワイト」のママ）、高平哲郎、高橋伸寿（ジャズ・シンガー）、立川談志、山藤章二、マルセ太郎
- 対談 色川武大・吉行淳之介
- エッセイ 沢木耕太郎 『無頼の背中』（夕陽が眼にしみる 象が空をI 文春文庫）
- 追悼エッセイ
  - 黒井千次、里吉しげみ（水森亜土の夫で「劇団未来劇場」主宰者）、草森紳一、花柳幻舟、菊池俊輔、清水閏（ジャズ・ドラマー）、小原徹也（一関市医師）、中原ひとみ、青柳賢治（プロ雀士）、福田陽一郎、夏堀正元、白石冬美、森雞二、二所ノ関正裕（元・金剛）、西本衣公子（文壇バー「まり花」ママ）、村上ポンタ秀一、毒蝮三太夫、大山のぶ代、武市好古、藤野健一(「オール讀物」編集長）、寺田博（福武書店編集者）、横山正治（「小説新潮」編集長）、宮田昭宏（「小説現代」編集長））、菅原昭二（一関のジャズ喫茶「ベイシー」主人）、色川孝子（妻）
- 編集後談
  - 大滝譲司（ジャズ評論家）・中村とうよう・和田誠・矢崎泰久

『阿佐田哲也“雀聖”追悼特集』近代麻雀オリジナル増刊号より
- グラビア
  - 矢崎泰久、阿刀田高、宝官正章（テレビディレクター）、筑紫哲也、山口はるみ、川田隆、畑正憲、石田芳夫（囲碁棋士）、井上陽水、大西信行、狩野洋一（麻雀プロ）、北野英明（阿佐田作品を多数、劇画化）、田村光昭（麻雀プロ）、長谷川和彦、ばばこういち
  - 園山俊二、福地泡介、勝浦修（将棋棋士）、古川凱章、花登筺、芹沢博文、小島武夫、丸田祐三（将棋棋士）、高橋三千綱、五木寛之、竹脇美代子、大隈秀夫、深作欣二
  - 「麻雀新撰組」：小島武夫、古川凱章、田村光昭、青柳賢治
- 追悼文
  - 秋山庄太郎、阿刀田高、伊集院静、井出洋介、井上陽水、大山のぶ代、岸田今日子、草森紳一、小島武夫、桜井章一、園山俊次、高品格（映画『麻雀放浪記』出演）、立川談志、田村光昭、長門裕之、中原ひとみ、中山千夏、畑正憲、古川凱章、マーサ三宅、村松友視、矢崎泰久、山下洋輔、吉行淳之介、結城昌治、若松孝二、青柳賢治、北野英明、真田広之、黒柳徹子、奥田瑛二
- BIG4対局
  - 阿佐田、畑正憲、五味康祐、青木博
- 座談会・モデルが語る麻雀放浪記
  - 阿佐田、「麻雀放浪記」の“女衒の達”のモデル、「捕鯨船の男」の”ダンチ”のモデル、、「麻雀放浪記」の“ガン牌野郎”のモデル
- もうひとつの阿佐田・五味決戦
  - 阿佐田、五味康祐、石本洋一、古川凱章
- 4強決戦の記録
  - 阿佐田、五木寛之、小池一夫、畑正憲
- グラビア
  - 大隈秀夫、三浦宏之（「週刊大衆」編集者）、柳橋史、和田誠、
- 直木賞授賞式
  - 黒鉄ヒロシ、山口瞳、大橋巨泉、吉行淳之介、福地泡介、田村光昭、五木寛之、田中小実昌（ゴールデン街での交友）、畑正憲、小原亮弘、大竹真吉、砂川啓介、大山のぶ代、小池一夫、早田雄二、藤原審爾、三好徹、藤島泰輔、殿山泰司
- 「阿佐田哲也の25年」文：柳史一郎（柳橋史）
- 阿佐田哲也氏をしのんで
  - 大滝譲司、志田通（英語教師）、長谷川和彦、森雞二、古川凱章（司会）
- 告別式
  - 長門裕之、すぎやまこういち、藤真利子（藤原審爾の娘）、黒鉄ヒロシ、安部譲二、中上健次、芦田伸介、中原ひとみ、篠山紀信、杉浦直樹、阿木燿子、小島武夫、北野英明、山藤章二、竜虎、岸田今日子、奥田瑛二、佐々木久子、吉行和子、かまやつひろし、阿刀田高

『競輪痛快丸かじり』（徳間書店）より
- 3枠の2 競輪わが命の素・座談会 大穴取りのダイゴ味は…
  - 阿佐田、板坂康弘、鈴木保巳、芹沢博文、馬場雅夫

『色川武大という生き方』（田畑書店）より
- 執筆者
  - 大原富枝/長部日出雄/種村季弘/田中小実昌/中山あい子/柳橋史/畑正憲/福地泡介/山田洋次/野口久光/夏堀正元/荻野いずみ/山田風太郎/高橋治/笠原淳/奥野健男/高井有一/立松和平/都筑道夫/黒川博行/田久保英夫/吉行和子/小林信彦/秋野不矩/小林恭二/江中直紀/山際素男/小田三月/津島佑子/佐伯一麦/井上ひさし/立川談志/伊集院静(掲載順)

その他
- 小林信彦 -古い笑芸や、昔の映画などについて、同好者でありある程度交際していた。色川は、小林の代表作の一つである『日本の喜劇人』（新潮文庫版）の解説を執筆している。その他『袋小路の休日』『ちはやふる奥の細道』の解説も担当。
- 高橋呉郎（梶山季之が創刊した月刊誌『噂』編集長）、高松繁子（文藝春秋の担当編集者。彼女は星新一、小松左京の担当者でもあった）、景山民夫、垂水悟郎（俳優）、秋野卓美（画家）、鈴木重雄（望月優子の夫で、産経新聞文化部長）、戸川昌子、ドナルド・ベイリー（ジャズ・ドラマー）、つかこうへい、鈴木桂介（浅草の古い芸人）、内田裕也
- 村松友視 - 雑誌『海』編集者時代、『生家へ』の担当者だった。また、色川に武田百合子を紹介した。
- 武田百合子 - 『犬が星見た-ロシア旅行』の解説を書き、彼女の文章を絶賛。村松と二人で「武田百合子に小説を書かせる会」を結成した。
- 赤塚不二夫 -色川の『怪しい来客簿』が第77回直木賞候補としてノミネートされるが、選考会当日、新喜楽そばの飲食店で、吉報を待つ色川の担当編集者と、赤塚が偶然顔を合わせている。第77回直木賞は受賞作がなく、色川は賞を取り逃がしてしまうが、悔し涙を流し、やけ酒をあおり、荒れる担当者の様子をみて、信頼関係のある作家と編集者の姿だと感じた赤塚は、後日、色川と会った際に選考会当日の担当者の様子を伝えたところ、色川は涙を流し感動していたという。翌年の第79回直木賞で、『離婚』が直木賞を受賞し、色川は雪辱を果たすこととなる。

## エピソード
- 劇作家の飯沢匡の母は土浦の色川家の人で、飯沢と色川は「高祖父同士が兄弟」の関係になる。飯沢の高祖父は色川三中（祖父の代に夫婦養子）、色川の高祖父は三中の弟の色川御蔭。土浦色川家は代々醤油屋を営む富商で、兄弟ともに好学の人物。御蔭の長男・色川誠一は富士製紙常務、誠一の子・色川武夫は陸軍大佐、武夫の子が武大。

- ナルコレプシーを患ってからは睡眠周期が乱れて1日内の時間感覚が崩れたため、起きていて腹が減ればとにかく食事をするようになり、1日6食も取るようになった。そのため、後年は肥満体となり、58歳の時点で身長170cm、体重80kgという体格であった[18]。また、ナルコレプシーのため何をするにも疲労しやすくなり、更に過食に陥ったという[18]。更に、病による幻覚や幻聴にも悩まされるようになり、晩年の『狂人日記』はこの経験を基にしている。

- ナルコレプシーのせいで、定刻に目的地へ到着することや待ち合わせをすることが極めて困難となり、自分が文学賞を取った際の授賞式にも必ず遅刻していた。

- アウトローな色川は、嫌煙権をふりかざすなどはもってのほかと考えていた[18]。

- めったに風呂にはいらず、また風呂にはいってもつかるだけであり、結婚後は夫人が体を洗っていた。

- 作家となった後は非常に人づきあいがよくなり、そのため、文壇、芸能界、スポーツ界、麻雀プロたち、アウトローの世界を含めて多数の人物と交際しており、色川家には人の出入りが絶えなかった。山口瞳は色川の死後「彼には八方美人の性格があり、だれにも『自分が一番愛されている』と感じさせた」と書いている。

- チワワを飼っていたことがあり、自分の筆名からとった「アサダ」という名前をつけていた。その犬が死んだ直後に、黒鉄ヒロシが色川宅に電話すると、孝子夫人が「アサダが死んじゃったのよ！」と言ったため黒鉄が仰天したという。

- 一関への引越しは、同地に有名なジャズ喫茶「ベイシー」があったのがきっかけである（2020年より休業中）。還暦を期に作品に専念するという考えがあり、また純文学では稼げないため家賃の安い所に住みたいという理由もあった。

- 小松原茂雄元東京大学教授（ディケンズ研究者）とは小学校からの親友である。

## 著作

### 色川武大名義
- 『怪しい来客簿』（話の特集 1977年7月）のち角川文庫、文春文庫
- 『離婚』（文藝春秋 1978年11月）のち文庫
- 『ぼうふら漂遊記』（新潮社 1979年3月）のち文庫
- 『生家へ』（中央公論社 1979年7月）のち文庫、講談社文芸文庫
- 『小説阿佐田哲也』（角川書店 1979年11月）のち文庫
- 『無職無宿虫の息』（講談社 1980年7月）のち文庫
- 『花のさかりは地下道で』（文藝春秋 1981年6月）のち文庫
- 『百』（新潮社 1982年10月）のち文庫
- 『恐婚』（文藝春秋 1984年3月）のち文庫
- 『うらおもて人生録』（毎日新聞社 1984年11月）のち新潮文庫
- 『喰いたい放題』（潮出版社 1984年11月）のち集英社文庫、光文社文庫
- 『遠景・雀・復活』（福武書店 1986年2月）『虫喰仙次』文庫、原題で講談社文芸文庫
- 『寄席放浪記』（広済堂出版 1986年10月）のち河出文庫
- 『あちゃらかぱいッ』（文藝春秋 1987年11月）のち文庫、河出文庫
- 『街は気まぐれヘソまがり』（徳間書店 1987年11月）ISBN 4-19-123557-5
- 『唄えば天国ジャズソング 命から二番目に大事な歌』（ミュージック・マガジン 1987年5月）のちちくま文庫
- 『狂人日記』（福武書店 1988年10月）のち文庫、講談社文芸文庫
- 長部日出雄、村松友視、和田誠共著『戦後史グラフィティ』（話の特集 1989年8月）
- 『色川武大の御家庭映画館 映画ビデオ・ガイドブック』（双葉社 1989年7月）
- 『引越貧乏』（新潮社 1989年7月）のち文庫
- 『虫けら太平記』（文藝春秋 1989年7月）のち文庫
- 『なつかしい芸人たち』（新潮社 1989年9月）のち文庫
- 『明日泣く』（実業之日本社 1989年11月）のち講談社文庫
- 『ばれてもともと』（文藝春秋 1989年12月） ISBN 4-16-343900-5
- 『私の旧約聖書』（中公文庫 1991年9月）
- 『色川武大 阿佐田哲也全集』（全16巻、福武書店 1991年～1993年）
- 色川武大著、阿佐田哲也著、大庭萱朗編 『色川武大・阿佐田哲也エッセイズ1 放浪』（筑摩書房,ちくま文庫,2003年）ISBN 9784480038562
- 色川武大著、阿佐田哲也著、大庭萱朗編 『色川武大・阿佐田哲也エッセイズ2 芸能』（筑摩書房,ちくま文庫,2003年）ISBN 9784480038579
- 色川武大著、阿佐田哲也著、大庭萱朗編 『色川武大・阿佐田哲也エッセイズ3 交遊』（筑摩書房,ちくま文庫,2003年）ISBN 9784480038586
- 『いずれ我が身も』（中央公論新社 2004年3月）のち文庫
- 『映画放浪記 大人の映画館』（キネマ旬報社 2006年）ISBN 9784873762678「色川武大の御家庭映画館」の改題
- 『色川武大 (ちくま日本文学 30)』（ちくま文庫 2008年）
- 『色川武大 (昭和の短篇一人一冊集成)』（結城信孝編、未知谷、2008年）
- 『小さな部屋・明日泣く』 (講談社文芸文庫 2011年）
- 『戦争育ちの放埓病』（幻戯書房：銀河叢書 2017年）

### 阿佐田哲也名義
- 『麻雀の推理：サラリーマン麻雀実戦訓』（双葉社,1969年）
- 『牌の魔術師：雀豪列伝』（報知新聞社,1969年）ISBN 4-04-145968-0
- 『麻雀放浪記：青春編』（双葉社,1969年）ISBN 978-4-16-732304-2
- 『麻雀放浪記：風雲編』（双葉社,1970年）ISBN 978-4-16-732305-9
- 『天和無宿：雀豪列伝』（報知新聞社,1970年）
- 『雀鬼五十番勝負』 （双葉社,1971年）ISBN 4-04-145967-2
- 『阿佐田哲也のマージャン秘密教室：知りたがっている人だけに』（青春出版社,1971年）ISBN 4-413-08259-1
- 『麻雀放浪記：激闘編』（双葉社,1971年）ISBN 978-4-16-732306-6
- 『絵本・マージャンABC：女性初心者のための麻雀入門』（実業之日本社,1971年）
- 『麻雀放浪記：番外編』（双葉社,1972年）ISBN 978-4-16-732307-3
- 『阿佐田哲也のAクラス麻雀』（双葉社,1972年）ISBN 4-575-71012-1
- 阿佐田哲也、古川凱章著 『麻雀中級入門』（山海堂,1972年）ISBN 978-4381070159
- 『厩舎情報：馬券買いの観念を変える本』（日本文芸社,1972年）
- 『牌の魔術師』（双葉社,1973年）ISBN 4041459680
- 『ギャンブル党狼派』（双葉社,1973年）ISBN 4041459559
- 『ああ!!勝負師』（日本文芸社,1973年）ISBN 4041459575
- 『雀鬼くずれ』（双葉社,1974年）ISBN 4041459702
- 各界著名人50名著 『おれのマージャン：この打ち方で数年は勝てる』（青春出版社,1974年）
- 『小説・麻雀新選組』（双葉社,1974年）ISBN 4-575-50006-2
- 『清水港のギャンブラー』（双葉社,1975年）ISBN 4-04-145969-9
- 『麻雀狂時代』（双葉社,1978年）ISBN 4041459605
- 『東一局五十二本場』（双葉社,1978年）ISBN 4041459613
- 『ギャンブル人生論：らくではないよアウトロー』（けいせい出版,1980年）ISBN 4-04-145962-1
- 『新麻雀放浪記：申年生まれのフレンズ』（文藝春秋,1981年）ISBN 4-16-732301-X
- 『ぎゃんぶる百華』（角川書店,1981年）ISBN 4-04-145963-X
- 『ばいにんぶるーす：長編勝負師ロマン』（講談社,1982年）ISBN 978-4-09-408235-7
- 『無芸大食大睡眠』（双葉社,1983年）ISBN 4-08-749311-3
- 『これがオレの麻雀』（双葉社,1983年） ISBN 4-413-01125-2
- 『ドサ健ばくち地獄』（角川書店,1984年）ISBN 978-4041459645 ISBN 978-4041459652
- 『ばくち打ちの子守唄：長編ギャンブル小説』（双葉社,1986年）ISBN 4-575-50103-4
- 『阿佐田哲也のAクラス麻雀』（双葉社,1984年）ISBN 4-575-71012-1
- 『黄金の腕』（角川書店,1984年）ISBN 4-04-777401-4
- 阿佐田哲也編著 『競馬狂想曲：ターフによせたラブレター』（広済堂出版,1985年）ISBN 433165043X
- 『先天性極楽伝：痛快ユーモアピカレスク長編』（講談社,1985年）ISBN 978-4-09-408281-4
- 阿佐田哲也編著 『競輪痛快丸かじり：ギャンブルの帝王はジツに競輪だった!』（徳間書店,1986年） ISBN 4-19-173280-3
- 『次郎長放浪記』（中央公論社,1986年）ISBN 4-04-145969-9 「清水港のギャンブラー」の改題
- 『ヤバ市ヤバ町雀鬼伝：新麻雀小説』（講談社,1986年）ISBN 978-4-09-408250-0
- 『ヤバ市ヤバ町雀鬼伝新：麻雀小説2』（講談社,1987年）ISBN 978-4-09-408265-4
- 『阿佐田哲也の怪しい交遊録：My marvellous buddies』（実業之日本社,1988年）ISBN 4-08-749748-8
- 『阿佐田哲也の競輪教科書』（徳間書店,1989年）ISBN 978-4195537442
- 『Aクラス麻雀』（双葉社,1989年）ISBN 4-575-71012-1
  - （上述「マージャン講座」をまとめた「麻雀の推理」1969年、「阿佐田哲也のAクラス麻雀」1984年の改題）
- 『外伝・麻雀放浪記』（双葉社,1989年）ISBN 4-575-50336-3
- 阿佐田哲也編著 『競馬狂想曲』（広済堂出版,1989年）ISBN 4-331-65043-X
- 『色川武大 阿佐田哲也全集1~16』（福武書店,1991年~1993年）
- 『阿佐田哲也の麻雀秘伝帳：裏を知りつくす書 強すぎる!ヤバすぎる!?負け知らず!』（青春出版社,1995年）ISBN 4-413-08259-1 「阿佐田哲也のマージャン秘密教室」の改題
- 『ギャンブル放浪記』（角川春樹事務所,2002年）ISBN 4-89456-115-8
- 『阿佐田哲也 麻雀小説自選集』（文藝春秋,2002年）ISBN 4-16-732303-6
- 『阿佐田哲也の麻雀秘伝帳：裏を知りつくす書』（青春出版社,2004年）ISBN 4-413-03448-1 「阿佐田哲也のマージャン秘密教室」の改題
- 阿佐田哲也著、結城信孝編 『天和をつくれ』（小学館,2007年）ISBN 978-4-09-408214-2
- 『ヤバ市ヤバ町雀鬼伝三〇〇分一本勝負』（小学館,2008年）ISBN 978-4-09-408250-0 1986年の改題
- 『ヤバ市ヤバ町雀鬼伝ゴールドラッシュ』（小学館,2008年）ISBN 9784094082654 1987年の改題
- 阿佐田哲也著、結城信孝編 『雀師流転』（小学館,2008年）ISBN 978-4-09-408301-9
- 阿佐田哲也著、結城信孝編 『これがオレの麻雀：麻雀名人戦自戦記』（小学館,2008年）ISBN 9784094083187

### 井上志摩夫名義（『井上志摩夫傑作時代小説集』全5巻）
- 『切腹』（双葉社,1997年11月） ISBN 4-575-23316-1
- 『人斬り』（双葉社,1997年11月）ISBN 4-575-23315-3
- 『名無しの恋兵衛』（双葉社,1997年11月）ISBN 4-575-23317-X
- 『巷説天保六花撰』（双葉社,1998年5月）ISBN 4-575-23345-5
- 『稲妻駕籠』（双葉社,1998年7月）ISBN 4-575-23352-8

## 映画化作品
- 麻雀放浪記（1984年） 監督：和田誠
- ドサ健 麻雀地獄（2000年） 監督：雑賀俊郎
- 雀鬼くずれ（2002年） 監督：服部光則

## 漫画化作品
- 北野英明、井上孝重、星野泰視をはじめ、多数。